# Trostruka Božica
Trostruka Božica, arhetipsko žensko božanstvo koje se štuje u suvremenoj Wicci te nekim drugim vrstama neopoganskog vještičarstva. Ideja sadržana u wiccanskoj teologiji da Trostruka Božica predstavlja djevojku, majku i staricu, postala je prihvaćen izraz njihova shvaćanja tog božanstva. Zamišljena je kao protuteža i otvoreno suprotstavljanje patrijarhalnoj kršćanskoj religiji koja u središte stavlja muškog Boga. Ona predstavlja tri odvojena aspekta trojedinstvenog božanstva. Tri faze ženskog života simbolički su predstavljene Mjesečevim mijenama.
U pojedinim tradicijama Wicce, poput Gardnerijanske, Trostruka Božica se pojavljuje uz svog supruga i muškog božanstva, Rogatog Boga, dok je primjerice u vjerovanju feminističke Dijaničke Wicce u potpunosti odstranjeno muško božanstvo kao ravnoteža ženskoj Trostrukoj Božici.

## Podrijetlo
Trostruka božanstva, uključujući i trostruke božice postojala su u drevnim kulturama, ali ne na način na koji je to predstavljeno u Wicci i drugim neopoganskim religijama s likovima Djevojke, Majke i Starice. Tu ideju je popularizirao engleski pjesnik i folklorist Robert Graves u svom djelu "Bijela Božica" (The White Goddess, 1948.) u kojem je tvrdio kako postoji arhetipsko trojstvo božica u mnogim europskim mitologijaama. Međutim, većina njegovih tvrdnji kasnije je odbačena zbog manjka dokaza temeljenih na primarnim izvorima kao i zbog manjkavog istraživačkog rada. Većina ideje o trojnom aspektu Djevojka-Žena-Starica koji sačinjava Trostruku Božicu, rezultat je tumačenja Starhawk u njenom djelu "Spiralni ples" (Spiral Dance, 1979.) i Margot Adler u djelu "Crtanje Mjeseca" (Drawing Down the Moon, 1979.), dok je Gravesov koncept bio ponešto drugačiji i uključivao je Majku-Nevjestu-Mrtvozornika i Djevojka-Nimfa-Vještica.
Izvorište za oblikovanje neopoganske Trostruke Božice bile su drevne religije i mitologije indoeuropskih naroda. U grčkoj mitologiji to su Harite (pandan su Gracije u rimskoj mitologiji), tri božice dražesti i ljepote i Hekata, božica podzemlja i magije koja ima tri glave i tri tijela. Novoplatonistički filozof Porfirije (o. 233. - o. 304. pr. Kr.) bio je prvi autor koji je u svom djelu "O slikama" usporedio božicu Hekatu s tri faze Mjeseca: rastući, puni i opadajući.
S Trostrukom Božicom i njenim nasljeđem povezuju se Mojre, grčke božice sudbine ili usuda koje su, prema orfističkoj tradiciji predstavljale tri faze Mjeseca. Bile su predstavljene kao djevojka, zrela žena i starica. S tom božanskom predodžbom povezane su i Hore, grčke božice životnog reda i godišnjih doba koje su bile smatrane Moirinim polusestrama. U razdoblju kasne antike mogu se naći primjeri poistovjećivanja božica Dijane, Hekate i Selene, koje se u novije vrijeme povezalo sa sinkretističkim vjerovanjem da su suđenice diobe istoga božanstva, što je dovelo do razvoja današnje koncepcije o Trostrukoj Božici.

## Trostruka Božica u Wicci
Zanimljivo je da osnivač Wicce, Gerald B. Gardner (1884. - 1964.) nije štovao Trostruku Božicu u svojoj izvornoj tradiciji neopoganske religije. Vjeruje se da ju je popularizirao i uveo u religijsku praksu Robert Cochrane (1931. - 1966.), sljedbenik neopaganskog vještičarstva i osnivač novog religijskog pokreta Cochranskog umijeća.
Trostruka Božica se ukorijenila u wiccanskom vjerovanju, u obliku kakvom je danas poznajemo kao Djevojku, Majku i Staricu, tek tijekom 1970-ih godina. Najčešće se prikazuje kao tri odvojene božice, koje samostalno predstavljaju jedan od tri aspekta Trostruke Božice. Mnogi sljedbenici Wicce štuju rimsku božicu Dijanu kao Djevojku, egipatsku božicu Izidu kao Majku i hindu božicu Kali kao Staricu, što odgovara osobinama svake od božica u kulturama iz kojih su preuzete.
U većem broju wiccanskih tradicija, uz Trostruku Božicu, slavi se i njen muški aspekt, Rogati Bog čija je koncepcija preuzeta iz keltske mitologije u kojoj predstavlja keltskog boga Kernunosa (Cernunnos), iako se ponekad povezuje i s rogatim grčkim bogom Panom te s pogansko-okultističkim božanstvom Bafometom. Međutim, izuzetak čini Dijanička Wicca koja u potpunosti odbacuje postojanje muškog pandana ženskom božanstvu Trostruke Božice.